# Лоджия Совета
Лоджия Совета (итал. Loggia del Consiglio) — здание на площади Синьории в историческом центре Вероны, было построена для городского совета во второй половине XV века. Один из главных исторических и архитектурных памятников Вероны. В настоящее время здесь размещаются офисы провинциального правительства Верона. Здание долгое время было известно, как Лоджия Фра Джокондо (итал. Loggia di Fra Giocondo) в честь монаха-гуманиста Джованни Джокондо, который долгое время считался автором проекта здания.

## История
Начиная с 1451 года муниципалитет Вероны начал искать подходящее место для размещения своего Совета, пока в 1476 году он, наконец, не решил построить на площади Пьяцца дей Синьори здание вместо существовавшего обветшавшего палаццо, который находился в плохой сохранности и, кроме того, имел фасад, выдвинутый в сторону площади и нарушавший единую границу площади с находившимся рядом с ним зданием. Для упорядочения рисунка контура площади в соответствии с канонами архитектуры эпохи Возрождения было решено перенести фасад нового здания Совета назад, чтобы придать границам площади правильную форму.
Проектирование и строительство здания — коллективная работа веронских архитекторов и строителей, среди которых выделяется Даниэле Банда, однако в XIX веке проект лоджии ошибочно приписывали Джованни Джокондо, известному веронскому монаху-архитектору, работавшему в основном в Париже, Венеции и Риме. Скульптурные и живописные украшения были работой приглашённых художников из Комо, в том числе Альберто да Милано, Доменико да Луго, Маттео Пантео, известного как Мазола, маэстро Модесто и Бельтрамо да Вальсольда. Они расписали фасад фресками (расписные фасады были типичны для гражданской архитектуры Вероны того периода) и увенчали его статуями пяти самых известных веронцев древности: Катулла, Витрувия, Эмилио Макрона, Плиния Старшего и Корнелия Непота. Работы над зданием были завершены в 1493 году.
В последующие столетия внешний облик здания практически не менялся, однако местным художникам было поручено украсить внутренние помещения. Единственным исключением было поручение, данное городским советом скульптору Джироламо Кампанья в 1606 году. Он создал два бронзовых горельефа, один с изображением Ангела Возвещающего, а другой — со сценой Благовещения Богородицы, которые были помещены в центре фасада. Бронзовые панели были удалены только во время реставрации лоджии в XIX веке: сначала они были перенесены в музыкальный зал музея Кастельвеккьо, а впоследствии выставлены в музее Сан-Франческо-аль-Корсо, находящийся недалеко от могилы Джульетты.
Первой картиной, заказанной для украшения залов Совета стала заказанная в 1566 году у художников Бернардино Индии и Орландо Флакко «Пресвятая Богородица с Младенцем», рядом со святыми Зеноном и Петром Мучеником были помещены представители Вероны: Джироламо Верита, Онофрио Панвинио, Джованни Баттиста да Монте. (известный как Монтано) и Джироламо Фракасторо.

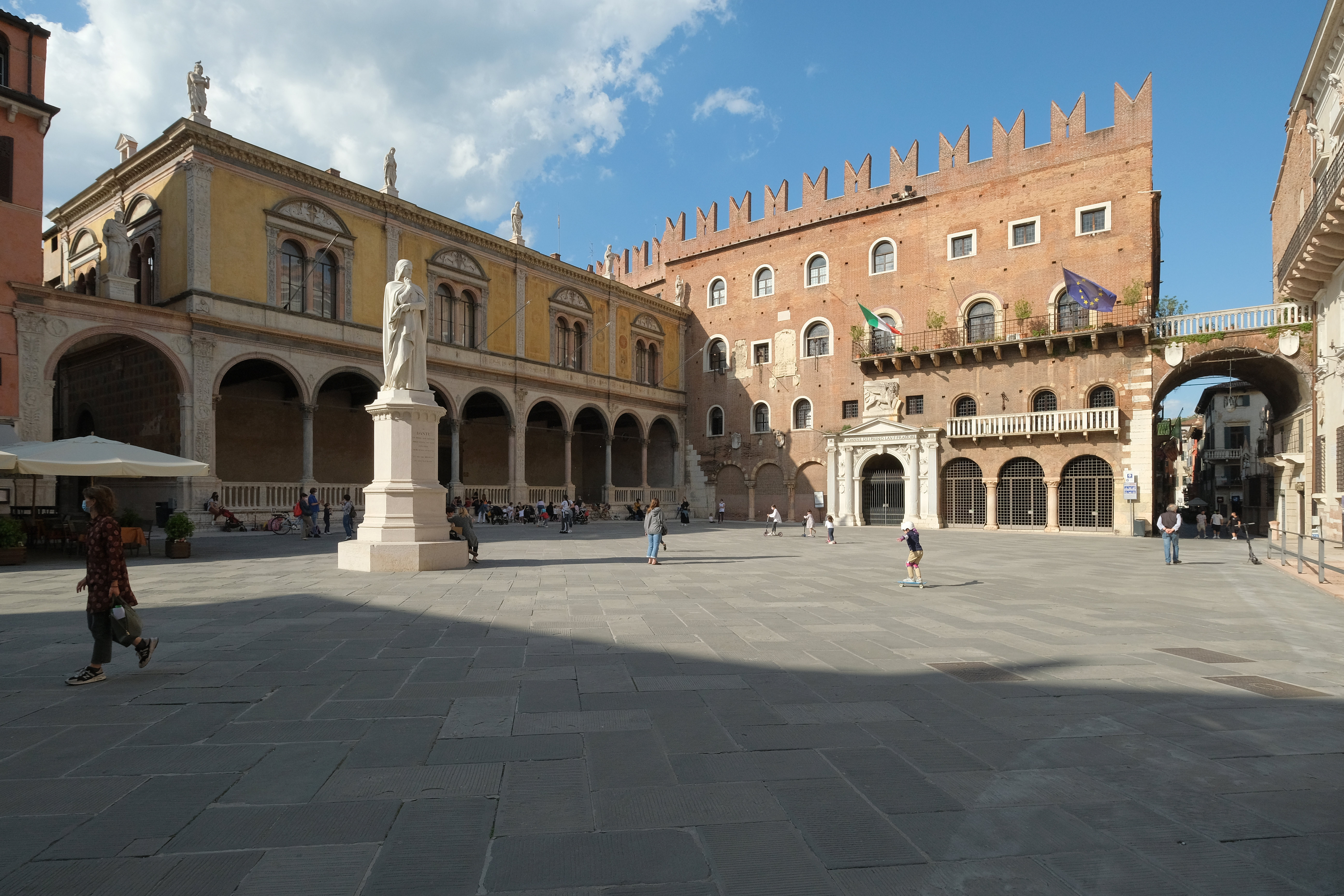
Лоджия на площади Пьяцца дей Синьори со статуей Данте на переднем плане и Палаццо дель Подеста справа.

На заседании Совета 8 апреля 1595 года было принято решение о заказе живописных произведений для украшения Лоджии, описывающих выдающиеся события города, в том числе «Присяга Вероны Венеции в 1405 году» заказанной Якопо Лигоцци и «Вручение ключей» города суперинтенданту Эмо — заказ Санте Креаре. Среди других картин, написанных в те же годы, были: «Победа Веронцев над Барбароссой в Вакальдо в 1164 году» Паоло Фаринати; «Победа Вероны над Мантуей у моста Молино в 1199 году» Орацио Фаринати; «Ночная битва на Понте-делле-Нави между Кангранде и мятежником Френьяно в 1354 году» Паскуале Оттино.
В начале девятнадцатого века лоджия изменила свое назначение и до 1837 года использовалась как городская художественная галерея. В период между 1820 и 1838 годами в здании был проведен первый этап реставрационных работ. Следующая реставрация прошла между 1870 и 1874 годами. В двадцатом веке мероприятия по реставрации следовали через довольно регулярные промежутки времени, при этом большая часть произведений искусства, украшавших Лоджию, была перенесена в гражданскую библиотеку Вероны.